# Киселевская, Анна Петровна

А́нна Петро́вна Киселе́вская (14 октября 1876, Санкт-Петербург, Российская империя — 1958, Москва, СССР) — оперная артистка, обладающая лирико-драматическим сопрано. Популярна как камерная певица, иногда выступала под псевдонимом − Соколова Анна.

## Биография
Анна Петровна является племянницей известного драматического артиста Ивана Платоновича Киселевского.
Обучение Киселевской пению началось в Казани, преподавателем вокала у неё была Магдалина Генджян.
В 1900 году начала обучение в Московской консерватории в классе У. Мазетти.
Пела в Большом театре в 1903—1909 годах, затем выступала в Одессе, Киеве, в Оперном театре Зимина, в спектаклях Итальянской оперы в Петербурге.
Начиная с 1902 года была частой участницей камерных концертов Кружка любителей русской музыки, исполняя романсы П. Чайковского, Ц. Кюи, С. Рахманинова, А. Гречанинова, А. Аренского и М. Глинки.
В ноябре 1903 года совместно с А. Карелиным стала первой исполнительницей дуэта Чайковского «Ромео и Джульетта».
Осуществляла граммофонные записи.
Её дочь продолжила дело матери, известна как оперная певица — Наталья Ивановна Киселевская (1906—1964), в 1924 году ставшая первой женой певца С. Я. Лемешева.

## Репертуар
- Джузеппа («Матео Фальконе») — первая исполнительница
- Ольга («Русалка» А. Даргомыжского)
- Тамара («Демон» A. Рубинштейна)
- Марфа («Царская невеста»)
- Лиза («Пиковая дама»)
- Маргарита («Фауст»)
- Шарлотта («Вертер»)
- Елена («Лакме»)
- Мими («Богема»)
- Эльза («Лоэнгрин»)
- а также Антонида, Горислава, Волхова, Купава, Сирин, Панночка-Русалка, Иоланта, Татьяна, Прилепа, Форнарина, Чио-Чио-сан, Миньон, Недда, Манон, Микаэла, Маллика, Ева.